# Орлов, Василий Иванович (драматург)
Василий Иванович Орлов (1792—1860) — русский поэт, переводчик, писатель

-драматург; по профессии — медик.

## Биография
Василий Орлов родился 6-го января 1792 года в городе Москве в семье дьячка при церкви Василия Блаженного. Сначала учился в Московской духовной академии (курса которой не окончил), затем в Московском отделении Медико-Хирургической Академии.
С сентября 1818 по сентябрь 1819 года В. И. Орлов исправлял должность ординатора при академической больнице и затем уже признанный достойным степени лекаря, был определен младшим лекарем в Конно-егерский лейб-гвардии полк, откуда в 1822 году был переведен в Петербург в Гусарский полк и вскоре был произведен в штаб-лекари.
В 1828 г. Орлов был перемещен ординатором в Петербургский артиллерийский госпиталь. 24 февраля 1833 года Орлов был произведен в надворные советники, в том же месяце вышел в отставку и поступил на частную службу в качестве управляющего казанскими заводами В. Д. Соломирского.
В 1835 году Василий Иванович Орлов вернулся в Москву, а оттуда в Петербург, где вновь предался литературной деятельности, которую начал еще в 1820-х годах. В литературе он дебютировал стихами оригинальными и переводными; наиболее ценными из них следует признать его переводы од Горация, которые он выпустил в 1830 году отдельным изданием под названием: «Опыт перевода Горациевых од»; этот опыт был встречен критикой довольно лояльно. Свои стихотворения Орлов обыкновенно помещал в журналах: «Вестник Европы» (1825), «Славянин» (1827), «Московский вестник» (1828), «Сын Отечества» (1929), «Московский телеграф» (1826—1829). Перу Орлова принадлежит также несколько прозаических произведений (например, повесть «Неровня», опубликованная в «Сыне Отечества», 1839 год).
Наибольшую же известность Орлов снискал, как драматический писатель; он написал до десяти пьес, из которых большую половину составляют водевили; из последних упомянем: «Подмосковные проказы», «Гусарская стоянка», «Антикварий», как пользовавшиеся некоторым успехом; заслуживает упоминания и его перевод комедии Мольера «Скупой».
Впрочем, литературная деятельность не могла обеспечить Орлова, сильно нуждавшегося в материальных средствах, и он 15 мая 1843 года вновь определился на службу во 2-й Военно-сухопутный Петербургский госпиталь, год перед тем прослужив безвозмездно в качестве врача в дирекции Императорских Петербургских театров. В бытность врачом при госпитале Орлову пришлось несколько раз, по поручению начальства, съездить в некоторые губернии для борьбы с различными эпидемиями; так, в 1848 году он был в командировке для борьбы с холерой, что сподвигло его на перевод труда Рекамье: «Наставление, как поступать при лечении азиатской холеры»; перевод этот не был напечатан, равно как не увидело света и его обширное исследование о сифилисе, над которым он производил многолетние наблюдения; из трудов Орлова по части медицины при его жизни был издан только перевод сочинений Полиньера: «О кровопусканиях» (СПб. 1833 год).
В декабре 1850 года был назначен инспектором фельдшерской школы при Сухопутном госпитале и в этой должности проработал до самой кончины; Василий Иванович Орлов умер 5 марта 1860 года в городе Санкт-Петербурге и был погребен на Митрофаньевском кладбище.
Следующие пьесы Орлова были поставлены на сценах Петербургских театров: оригинальные водевили — «Подмосковные проказы» (1833), «Гусарская стоянка» (1835), «Разночинцы» (1838), «Антикварий» (1849), «Ночь на Песках» (1839); переводные водевили: — «Роковая почта» (1839), «Сия дача не продается» (1847); переводная комедия — «Скупой» Мольера (1843); переводная драма — «Лунатик» (1843).